# Marisol Touraine

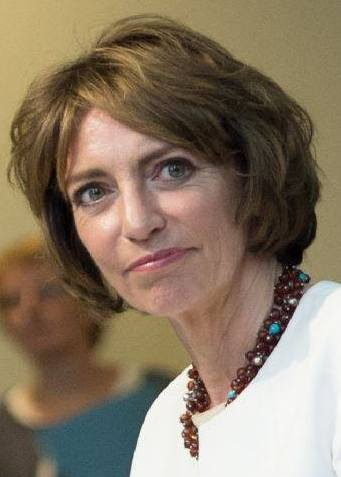
Marisol Touraine (2015)

Marisol Touraine (* 7. März 1959 in Paris) ist eine französische Politikerin der Parti Socialiste (PS) und war von 2012 bis 2017 Ministerin für Soziales und Gesundheit, zeitweise zusätzlich für Frauenrechte. Seit 2019 ist sie Präsidentin der Hilfsorganisation Unitaid.

## Leben

### Studium, Beruf und Familie
Marisol Touraine, Tochter des Soziologen Alain Touraine und der aus Chile stammenden Forscherin Adriana Arenas Pizarro, wuchs in Paris auf. Nach dem Schulabschluss studierte sie an der École normale supérieure de jeunes filles in Sèvres und erhielt die Agrégation (Lehrbefugnis für höhere Schulen) in Wirtschafts- und Sozialwissenschaften. Anschließend absolvierte sie ein Studium am Institut d’études politiques de Paris (Sciences Po) und ein postgraduales Studium an der Harvard University (letzteres ohne Abschluss).
Danach wurde sie Mitarbeiterin im Secrétariat général de la défense et de la sécurité nationale (SGDN), einer dem Premierminister unterstellten Behörde für Fragen der Verteidigungs- und Sicherheitspolitik. Im Anschluss war sie zwischen 1988 und 1991 Beraterin des damaligen Premierministers Michel Rocard für geostrategische Fragen. 1991 wurde sie zur Beamtin beim Conseil d’État (Staatsrat) ernannt.
Marisol Touraine ist mit dem Diplomaten Michel Reveyrand de Menton verheiratet, der von 2006 bis 2010 Botschafter in Mali war und von 2010 bis 2013 als Botschafter im Tschad akkreditiert ist. Sie haben drei Kinder.

### Abgeordnete und Generalratspräsidentin

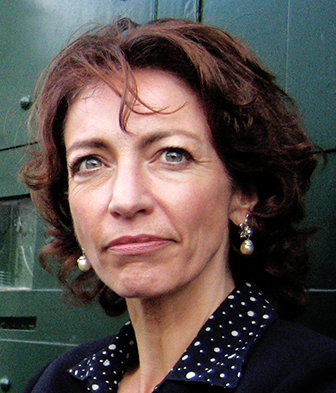
Touraine im Jahr 2007

Ihre eigentliche politische Laufbahn begann sie, als sie 1997 als Kandidatin der Parti Socialiste erstmals zur Abgeordneten der Nationalversammlung gewählt wurde. Dort vertrat sie bis zu ihrer Niederlage bei den Wahlen 2002 gegen den früheren Wahlkreisinhaber und Kandidaten der Union pour un mouvement populaire (UMP), Jean-Jacques Descamps, den Wahlkreis Indre-et-Loire III. Zugleich wurde sie 1997 vom Ersten Sekretär François Hollande zur Nationalsekretärin der PS für Solidarität und soziale Sicherheit ernannt. 1998 erfolgte ihre Wahl zum Mitglied des Generalrates des Départements Indre-et-Loire für den Wahlkreis (Kanton) Montbazon, dem sie seither angehört. Touraine ist seit 2006 Vorsitzende der linkspolitischen, pro-europäischen Denkfabrik À gauche, en Europe innerhalb der PS.
Bei den Parlamentswahlen 2007 gelang es ihr, Descamps mit einer knappen Mehrheit von 50,22 Prozent der Wählerstimmen zu schlagen, so dass sie als dessen Nachfolgerin abermals als Vertreterin des Wahlkreises Indre-et-Loire III Abgeordnete der Nationalversammlung wurde. Zugleich war sie von 2008 bis 2011 Zweite Vizepräsidentin des Generalrates des Départements Indre-et-Loire.
Sie wurde 2011 zur Präsidentin des Generalrates des Départements Indre-et-Loire gewählt. Im Vorfeld der Präsidentschaftswahl 2012 unterstützte Touraine zunächst die Kandidatur von Dominique Strauss-Kahn. Nachdem dieser jedoch nach bekannt gemachten Vergewaltigungsvorwürfen auf eine Bewerbung verzichtete, wurde sie zur Unterstützerin von François Hollande. Ihr Abgeordnetenmandat und ihr Amt als Generalratspräsidentin legte sie nach ihrer Ernennung zur Ministerin im Juni 2012 nieder. Bis 2015 blieb sie jedoch einfaches Mitglied des Generalrats von Indre-et-Loire.

### Sozialministerin

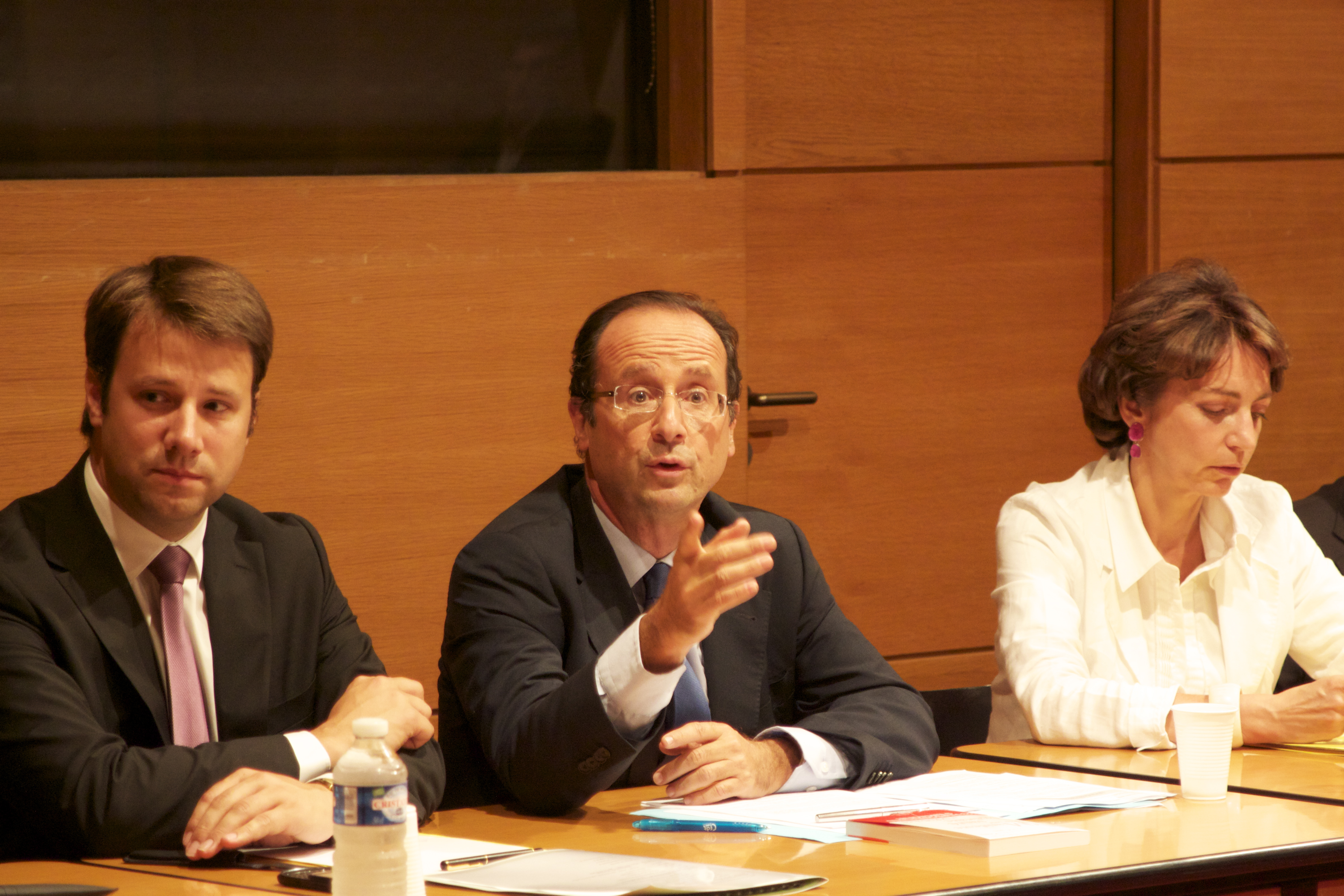
Touraine (rechts) mit Loïg Chesnais-Girard und Staatspräsident François Hollande (2011)

Nach der Wahl Hollandes zum Staatspräsidenten und der Ernennung von Jean-Marc Ayrault zum Premierminister wurde sie von diesem am 17. Mai 2012 zur Ministerin für soziale Angelegenheiten und Gesundheit in dessen Kabinett berufen und nach der Parlamentswahl im Amt bestätigt (Kabinett Ayrault II). Innerhalb der Regierung bekleidete sie dabei den sechsten Rang, wobei ihr drei Delegierte Minister beigeordnet waren: Michèle Delaunay für ältere Menschen und Abhängigkeiten, Dominique Bertinotti für Familien sowie Marie-Arlette Carlotti für Menschen mit Behinderungen.
Bei der Berufung der Regierung Valls I im April 2014 hieß ihre Funktion nur noch Ministerin für soziale Angelegenheiten, wobei es sich möglicherweise um einen redaktionellen Fehler handelte. Bei der Berufung der Regierung Valls II im August 2014 wurde ihr Geschäftsbereich auf Ministerin für soziale Angelegenheiten, Gesundheit und Frauenrechte erweitert, die Zuständigkeit für Frauenrechte sowie für Familie und Kinder verlor sie im Zuge einer Kabinettsumbildung im Februar 2016, als ihre bisherige Staatssekretärin Laurence Rossignol zur Ministerin erhoben wurde. In der Funktion als Sozial- und Gesundheitsministerin gehörte sie ab Dezember 2016 auch dem Kabinett Cazeneuve an. Mit dem Regierungswechsel nach der Wahl Emmanuel Macrons zum Staatspräsidenten im Mai 2017 endete ihre Amtszeit als Ministerin.
Zur Parlamentswahl im Juni 2017 bewarb sich Touraine erneut als PS-Kandidatin um das Abgeordnetenmandat im 3. Wahlkreis von Indre-et-Loire. Während die PS in Opposition zur Regierung Macron-Philippe stand, bezeichnete sich Touraine jedoch als Vertreterin der Majorité presidentielle („Mehrheit für den Präsidenten“). Macrons Partei La République en Marche verzichtete daraufhin in diesem Wahlkreis auf einen eigenen Kandidaten, während die PS ein Parteiausschlussverfahren gegen Touraine einleitete. Im zweiten Wahlgang unterlag Touraine mit 43,4 % gegen Sophie Auconie von der bürgerlichen UDI.

### Nach der Politik
Ab August 2017 war Touraine wieder beim Conseil d’État tätig. Seit Juni 2019 ist sie Präsidentin der Hilfsorganisation Unitaid, die vergünstigte Medikamente gegen HIV/AIDS, Malaria und Tuberkulose beschafft.

## Veröffentlichungen
- Le Bouleversement du Monde - Géopolitique du XXIe siècle, 1995